# Orlando Silva
Orlando Silva Infante (Santiago del Cile, 29 aprile 1929) è un ex cestista cileno.

## Carriera
Con il Cile ha disputato i Giochi Olimpici di Helsinki 1952, quelli di Melbourne del 1956 e i Campionati del mondo del 1959.